# Picturalisme

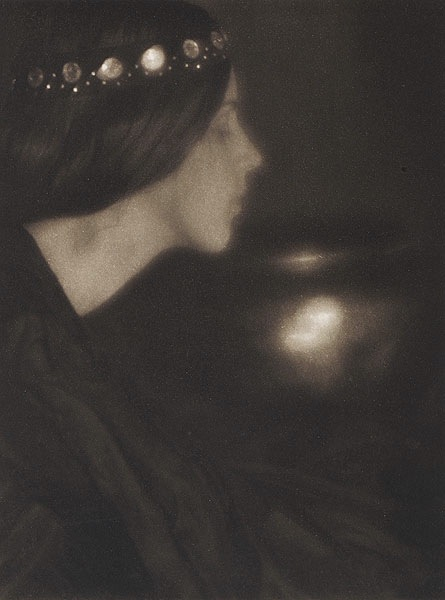
The Black Bowl, van George Seeley (1907). Gepubliceerd in Camera Work, No 20, 1907

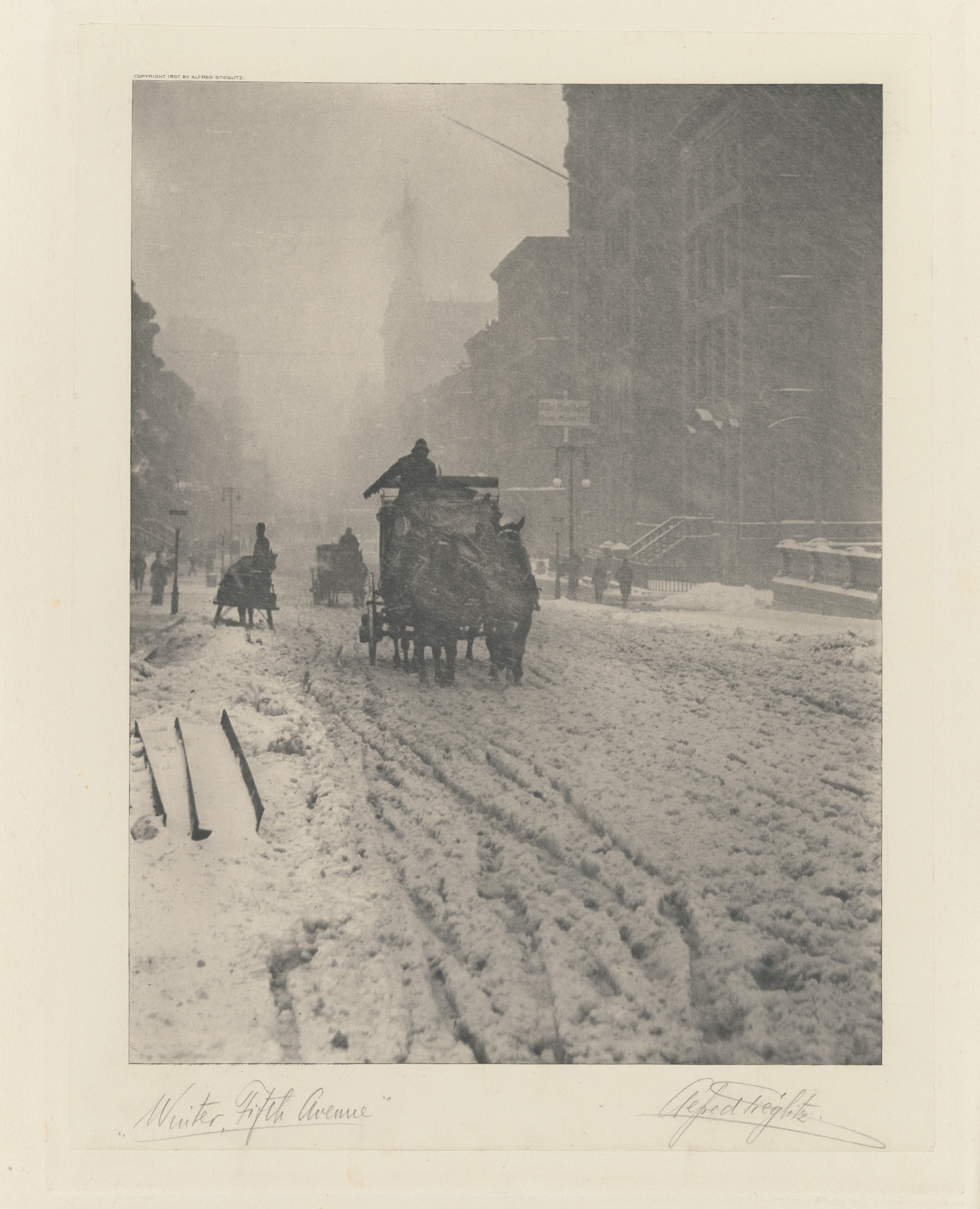
Winter, van Alfred Stieglitz

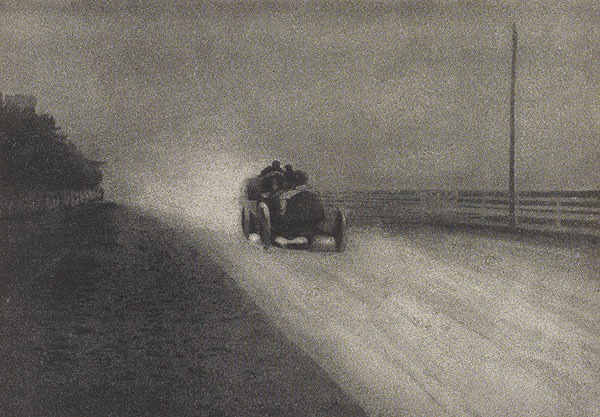
Speed, van Robert Demachy (1904). Gepubliceerd in Camera Work, No 7, 1904

Het picturalisme was een van de vroegste stromingen binnen de fotografie, enigszins verwant aan het impressionisme. Deze stroming kende haar hoogtepunt tussen 1890 en 1910, maar raakte daarna in onbruik, vooral onder invloed van het modernisme.

## Typering
Het picturalisme was de eerste stroming waarbij fotografie als een op zichzelf staande kunstvorm werd gezien. De stroming ontstond uit pogingen om de kunstfotografie gelijk te stellen met schilderkunst en etsen van die tijd. Picturalisten wilden vooral proberen om het lichtgebruik en andere kenmerken van schilderijen over te brengen in hun foto's. Foto's uit het picturalisme zijn meestal monochroom en vaak met een onscherp of wazig beeld, hetgeen een impressionistisch effect geeft. Om zo'n effect te bereiken werden onder andere softfocus, speciale filters en speciale lenzen gebruikt. Daarnaast maakte men gebruik van de zogenaamde edele procedés, zoals de gomdruk, de broomolie(over)druk en de platinodruk, om een impressionistisch karakter te geven aan de foto's. Ook manipulatie in de doka werd veelvuldig toegepast. Vanaf 1898 deed fotopapier met een ruw oppervlak zijn intrede als hulpmiddel in het picturalisme. De Encyclopædia Britannica uit 1911 omschreef dit als “het bereiken van persoonlijke artistieke impressie”.

## Geschiedenis
Het picturalisme ontstond rond 1885, na de grootschalige introductie van het proces van fotograferen met behulp van droge platen. Het was een van oorsprong Britse stroming, met Henry Peach Robinson en Peter Henry Emerson als belangrijkste grondleggers. Al snel kreeg de stroming echter ook voet aan de grond in andere landen, met name ook in Amerika. Vanaf de jaren 1890 traden ook niet-Britten toe tot de vooraanstaande Britse picturialistische 'society' Brotherhood of the Linked Ring. In de Verenigde Staten zelf groeide in die periode de Photo-Secession uit tot een toonaangevende fotografievereniging, primair gericht op picturalisme. Belangrijke fototijdschriften die het picturalisme voortbracht waren Die Kunst in der Photographie, Camera Notes en vooral Camera Work van Alfred Stieglitz, dat verscheen van 1903 tot 1917, met 12 foto's per deel. Stieglitz, die de term in 1897 introduceerde, wordt ook algemeen beschouwd als de 'grote man' van het picturalisme.
Rond 1900 was het picturalisme wereldwijd de meest dominante stroming in de kunstzinnige fotografie. Rond 1910 echter gingen steeds meer fotografen zich ook op nieuwe stromingen richten, vooral ook onder invloed van het modernisme. In Europa ontstond de Nieuwe Fotografie als tegenbeweging op het picturalisme. Een groep Amerikaanse fotografen verwierp het picturalisme geheel en vormde Group f/64, die vooral met sharp-focus werkte en het bewerken van foto's afwees. De nieuwe generatie modernistische fotokunstenaars (Edward Weston, Paul Strand, Man Ray) had echter in alle opzichten sterke wortels in het picturalisme.

## Picturalisme in Nederland
In Nederland was de invloed van het impressionisme in de schilderkunst, in het bijzonder die van de Haagse School, in het eerste decennium van de twintigste eeuw nog groot. Dat klimaat leende zich goed voor de ontwikkeling van een picturalistische stroming in de Nederlandse fotografie. Daarbij keken de Nederlandse fotografen vooral naar de artistieke ontwikkelingen in Duitsland, bevorderd door technische ontwikkelingen van procedés als de gomdruk en de broomolie(over)druk. De Amsterdamsche Amateur Fotografen-Vereeniging (AAFV) was de eerste aanjager van het picturalisme, gevolgd door de Nederlandsche Fotografen Kunstkring (NFK). In Den Haag werd in 1904 de Eerste Internationale Salon van Kunstfotografie georganiseerd, waar hoogtepunten uit het internationale picturalisme getoond werden. De Nederlandsche Club voor Foto-Kunst (NCvFK), opgericht door Adriaan Boer, Ernst A. Loeb en Johan Huijsen en anderen, speelde een belangrijke rol in de ontwikkeling van het picturalisme in Nederland. Onder auspiciën van de Nederlandse Amateur Fotografen-Vereeniging, de AAFV, werd in 1908 in het Stedelijk Museum in Amsterdam een grote, internationale tentoonstelling van fotokunst georganiseerd. De tentoonstelling was een prelude op de internationale tentoonstelling in Dresden, die in 1909 opende.

## Belangrijke vertegenwoordigers
- James Craig Annan
- Malcolm Arbuthnot
- René Le Bègue
- Paul Bergon
- Henri Berssenbrugge
- Adriaan Boer
- Anne Brigman
- Harold Cazneaux
- Alvin Langdon Coburn
- George Davison
- Fred Holland Day
- Robert Demachy
- Mary Devens
- Rudolf Dührkoop
- Rudolf Eickemeyer jr.
- Bernard F. Eilers
- Peter Henry Emerson
- Frank Eugene
- Henry B. Goodwin
- Helene Goude
- Hugo Henneberg
- Johan Huijsen
- Johan Huijsser
- Ogawa Isshin
- Charles Job
- Gertrude Käsebier
- Heinrich Kühn
- Eugène Lemaire
- Ernst A. Loeb
- Gustave Marissiaux
- Adolf de Meyer
- Léonard Misonne
- Constant Puyo
- Henry Peach Robinson
- George Seeley
- Edward Steichen
- Alfred Stieglitz
- Eva Watson-Schütze
- Hans Watzek
- Clarence H. White